# Tadeusz Konopiński (inżynier)
Tadeusz Konopiński (ur. 1914, zm. 1984) – polski specjalista z zakresu elektroniki. W latach 1958–1970 kierownik Katedry Elektroniki przemysłowej Politechniki Łódzkiej.
Studia wyższe na Wydziale Elektrycznym Politechniki Warszawskiej ukończył w 1947 roku. W roku 1957 rozpoczął pracę w Instytucie Teleradiotechnicznym na stanowisku docenta. W roku 1966 uzyskał tytuł profesora nadzwyczajnego.
W latach 1958–1970 pracował na Politechnice Łódzkiej, gdzie pełnił funkcję kierownika Katedry Elektroniki Przemysłowej. W latach 1976–1981 pracował na Politechnice Lubelskiej w Katedrze Elektroniki, gdzie zapoczątkował badania naukowe w dziedzinie światłowodów.
Był specjalistą w zakresie elektrotechnicznych urządzeń zasilających, a zwłaszcza elementów i podzespołów magnetycznych w układach elektronicznych. Wypromował 8 doktorów nauk technicznych.